# Reprezentacja Ghany U-20 w piłce nożnej mężczyzn
Reprezentacja Ghany U-20 w piłce nożnej – młodzieżowa reprezentacja Ghany sterowana przez Ghański Związek Piłki Nożnej. Jej największym sukcesem jest mistrzostwo świata juniorów w 2009 roku.

## Sukcesy
- Mistrzostwa świata U-20:
  - mistrz (1x): 2009
  - wicemistrz (2x): 1993, 2001
  - 3 miejsce (2x): 1997, 2013

- Mistrzostwa Afryki U-20:
  - mistrz (3x): 1993, 1999, 2009
  - wicemistrz (2x): 2001, 2013
  - 3 miejsce (1x): 1991

## Występy w MŚ U-20
- 1977: Nie uczestniczyła
- 1979: Nie uczestniczyła
- 1981: Nie uczestniczyła
- 1983: Wycofała się
- 1985: Nie zakwalifikowała się
- 1987: Zdyskwalifikowana
- 1989: Nie zakwalifikowała się
- 1991: Nie zakwalifikowała się
- 1993: Wicemistrzostwo
- 1995: Nie zakwalifikowała się
- 1997: Półfinał
- 1999: Ćwierćfinał
- 2001: Wicemistrzostwo
- 2003: Nie zakwalifikowała się
- 2005: Nie zakwalifikowała się
- 2007: Nie zakwalifikowała się
- 2009: Mistrzostwo
- 2011: Nie zakwalifikowała się
- 2013: Trzecie miejsce
- 2015: 1/8 finału
- 2017: Nie zakwalifikowała się
- 2019: Nie zakwalifikowała się